# Single numer jeden w roku 2020 (USA)
Notowanie Hot 100 przedstawia najlepiej sprzedające się single w Stanach Zjednoczonych. Publikowane jest ono przez tygodnik „Billboard”, a dane kompletowane są przez Nielsen SoundScan w oparciu o cotygodniowe wyniki sprzedaży cyfrowej oraz fizycznej singli, a także częstotliwość emitowania piosenek na antenach stacji radiowych.

## Historia notowania
| Data publikacji | Tytuł                              | Artysta                                    | Źródło |
| --------------- | ---------------------------------- | ------------------------------------------ | ------ |
| 4 stycznia      | „All I Want for Christmas Is You”  | Mariah Carey                               | [ 1 ]  |
| 11 stycznia     | „Circles”                          | Post Malone                                | [ 2 ]  |
| 18 stycznia     | „The Box”                          | Roddy Ricch                                | [ 3 ]  |
| 25 stycznia     | „The Box”                          | Roddy Ricch                                | [ 4 ]  |
| 1 lutego        | „The Box”                          | Roddy Ricch                                | [ 5 ]  |
| 8 lutego        | „The Box”                          | Roddy Ricch                                | [ 6 ]  |
| 15 lutego       | „The Box”                          | Roddy Ricch                                | [ 7 ]  |
| 22 lutego       | „The Box”                          | Roddy Ricch                                | [ 8 ]  |
| 29 lutego       | „The Box”                          | Roddy Ricch                                | [ 9 ]  |
| 7 marca         | „The Box”                          | Roddy Ricch                                | [ 10 ] |
| 14 marca        | „The Box”                          | Roddy Ricch                                | [ 11 ] |
| 21 marca        | „The Box”                          | Roddy Ricch                                | [ 12 ] |
| 28 marca        | „The Box”                          | Roddy Ricch                                | [ 13 ] |
| 4 kwietnia      | „Blinding Lights”                  | The Weeknd                                 | [ 14 ] |
| 11 kwietnia     | „Blinding Lights”                  | The Weeknd                                 | [ 15 ] |
| 18 kwietnia     | „Toosie Slide”                     | Drake                                      | [ 16 ] |
| 25 kwietnia     | „Blinding Lights”                  | The Weeknd                                 | [ 17 ] |
| 2 maja          | „Blinding Lights”                  | The Weeknd                                 | [ 18 ] |
| 9 maja          | „The Scotts”                       | The Scotts (Travis Scott i Kid Cudi)       | [ 19 ] |
| 16 maja         | „Say So”                           | Doja Cat featuring Nicki Minaj             | [ 20 ] |
| 23 maja         | „Stuck with U”                     | Ariana Grande i Justin Bieber              | [ 21 ] |
| 30 maja         | „Savage”                           | Megan Thee Stallion featuring Beyoncé      | [ 22 ] |
| 6 czerwca       | „Rain on Me”                       | Lady Gaga i Ariana Grande                  | [ 23 ] |
| 13 czerwca      | „Rockstar”                         | DaBaby featuring Roddy Ricch               | [ 24 ] |
| 20 czerwca      | „Rockstar”                         | DaBaby featuring Roddy Ricch               | [ 25 ] |
| 27 czerwca      | „Trollz”                           | 6ix9ine i Nicki Minaj                      | [ 26 ] |
| 4 lipca         | „Rockstar”                         | DaBaby featuring Roddy Ricch               | [ 27 ] |
| 11 lipca        | „Rockstar”                         | DaBaby featuring Roddy Ricch               | [ 28 ] |
| 18 lipca        | „Rockstar”                         | DaBaby featuring Roddy Ricch               | [ 29 ] |
| 25 lipca        | „Rockstar”                         | DaBaby featuring Roddy Ricch               | [ 30 ] |
| 1 sierpnia      | „Rockstar”                         | DaBaby featuring Roddy Ricch               | [ 31 ] |
| 8 sierpnia      | „Cardigan”                         | Taylor Swift                               | [ 32 ] |
| 15 sierpnia     | „Watermelon Sugar”                 | Harry Styles                               | [ 33 ] |
| 22 sierpnia     | „WAP”                              | Cardi B featuring Megan Thee Stallion      | [ 34 ] |
| 29 sierpnia     | „WAP”                              | Cardi B featuring Megan Thee Stallion      | [ 35 ] |
| 5 września      | „Dynamite”                         | BTS                                        | [ 36 ] |
| 12 września     | „Dynamite”                         | BTS                                        | [ 37 ] |
| 19 września     | „WAP”                              | Cardi B featuring Megan Thee Stallion      | [ 38 ] |
| 26 września     | „WAP”                              | Cardi B featuring Megan Thee Stallion      | [ 39 ] |
| 3 października  | „Dynamite”                         | BTS                                        | [ 40 ] |
| 10 października | „Franchise”                        | Travis Scott featuring Young Thug i M.I.A. | [ 41 ] |
| 17 października | „Savage Love (Laxed – Siren Beat)” | Jawsh 685 i Jason Derulo i BTS             | [ 42 ] |
| 24 października | „Mood”                             | 24kGoldn featuring Iann Dior               | [ 43 ] |
| 31 października | „Mood”                             | 24kGoldn featuring Iann Dior               | [ 44 ] |
| 7 listopada     | „Positions”                        | Ariana Grande                              | [ 45 ] |
| 14 listopada    | „Mood”                             | 24kGoldn featuring Iann Dior               | [ 46 ] |
| 21 listopada    | „Mood”                             | 24kGoldn featuring Iann Dior               | [ 47 ] |
| 28 listopada    | „Mood”                             | 24kGoldn featuring Iann Dior               | [ 48 ] |
| 5 grudnia       | „Life Goes On”                     | BTS                                        | [ 49 ] |
| 12 grudnia      | „Mood”                             | 24kGoldn featuring Iann Dior               | [ 50 ] |
| 19 grudnia      | „All I Want for Christmas Is You”  | Mariah Carey                               | [ 51 ] |
| 26 grudnia      | „Willow”                           | Taylor Swift                               | [ 52 ] |